# Astúlez
Estuliz en basque ou Astúlez en espagnol, officiellement Astúlez/Estuliz  est une commune ou une contrée appartenant à la municipalité de Valdegovía dans la province d'Alava, située dans la Communauté autonome basque en Espagne.